# Oude parochiekerk Sint-Jan Maria Vianney

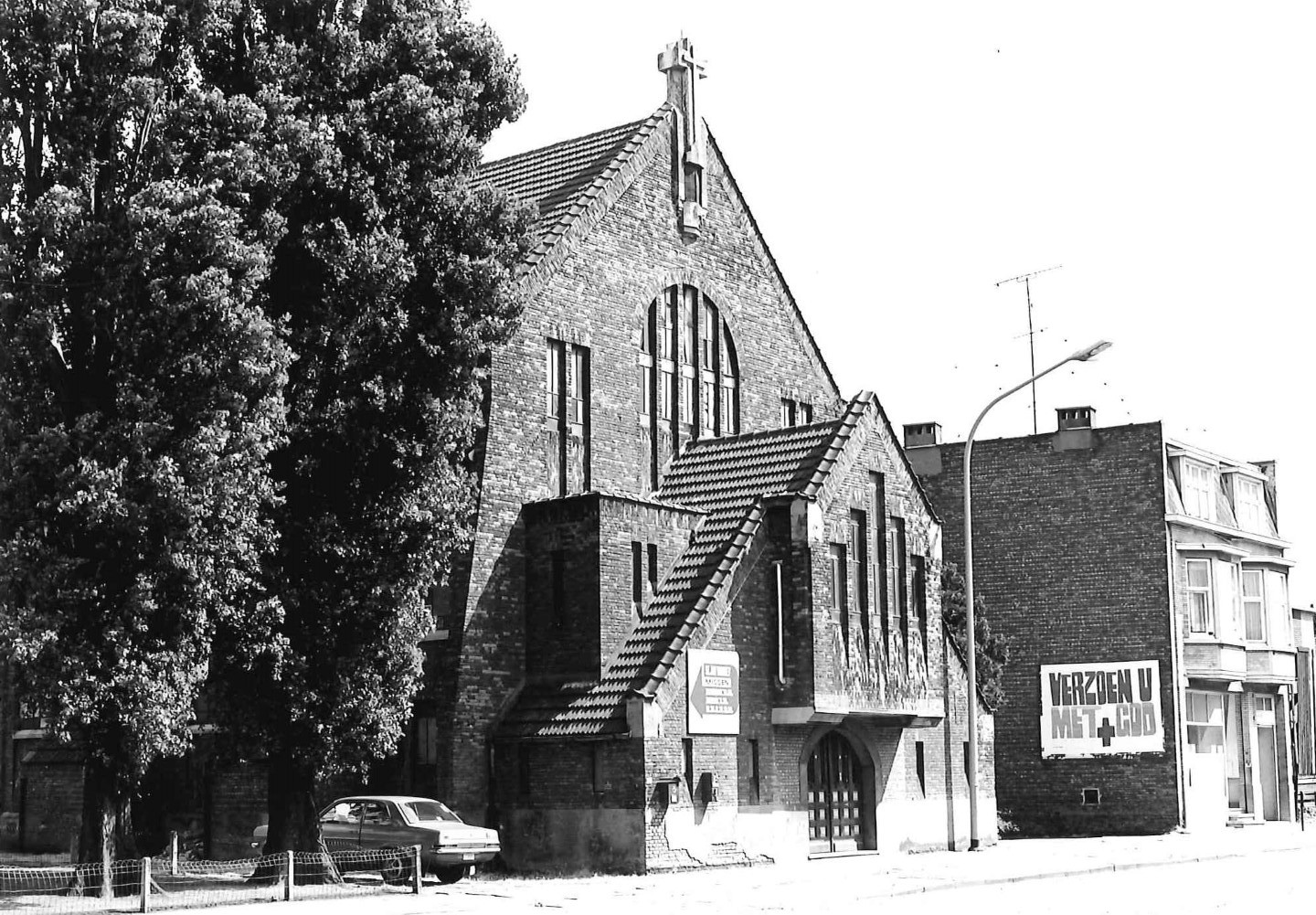
De voormalige kerk

De oude parochiekerk Sint-Jan Maria Vianney is een voormalige parochiekerk in de tot de gemeente Antwerpen behorende plaats Wilrijk, gelegen aan Boomstesteenweg 333. Het is een ontwerp van Simon Van Craen. Het betreft een sobere bakstenen zaalkerk zonder toren, met voorgebouwd portaal en een kruis aan de topgevel.

## Geschiedenis
In 1926 werd de parochie opgericht. De kerk werd ingewijd in 1927. In 1948 werd - naast deze kerk - nog een bijkerk in gebruik genomen, nabij Hof Ter Beke.
In 1969 werd, omdat de oude kerk te klein was geworden, een nieuwe kerk in gebruik genomen naar ontwerp van Walter Steenhoudt, gelegen aan het Valkenveld. De kerk aan de Boomsesteenweg werd ingericht als feestzaal.